# Henri Carton de Tournai
Pour les articles homonymes, voir Carton.
Le baron Henri Carton de Tournai, né le 19 février 1878 à Tournai et mort le 18 janvier 1969 à Bruxelles, est un avocat, chef d'entreprise et homme politique belge, membre du Parti catholique.

## Biographie
Henri Joseph Georges Carton, né le 19 février 1878 à Tournai, est le fils de Louis Carton (1842-1922), chef d'entreprise, et de Rosine-Antoinette Colmant (1848-1915). Il épouse en 1908 Maria Delannoy (1880-1949) qui lui donne sept enfants : Marie-Louise (1909-2002), Jacques (1910-1995), Étienne (1911-1993), Michel (1913-2008), René (1915-1972), Magdeleine (1916-2001), Raymond (1922-1975). En 1932, il obtient du roi Albert Ier de Belgique la faveur de modifier son nom de « Carton » en « Carton de Tournai » pour le différencier de son homonyme le comte Henry Carton de Wiart.
En 1901, il obtient un diplôme de docteur en droit à l'Université catholique de Louvain. Il s'inscrit comme avocat au barreau de Tournai (1901-1926) et en est désigné bâtonnier en 1915. Il est ensuite avocat près la Cour d'appel de Bruxelles (1926-1957). De même, il devient président des Ateliers Louis Carton ALC fondés par son père. Assez rapidement, il s'engage dans des activités mutualistes et sociétales en devenant en 1904 président de la Fédération des Sociétés de secours mutuel du Tournaisis dont l'action s'étend également à l'arrondissement d'Ath. Il présidera cette fédération jusqu'à son décès.
Pendant la Première Guerre mondiale, la quasi-totalité du territoire de la Belgique est occupée de 1914 à 1918 par l'armée allemande. Rapidement, la disette s'installe dans la population belge. Carton est nommé président du comité de secours chargé de distribuer le ravitaillement dont les alliés autorisent l'importation en Belgique occupée.
Se lançant dans une carrière politique après l'armistice de 1918, il est élu successivement sénateur de l'arrondissement de Tournai-Ath (1919-25) sur la liste catholique, député du même arrondissement (1925-36) et de nouveau sénateur de l'arrondissement de Tournai-Ath (1936-1946).
De mars 1924 à avril 1926, il est ministre des Colonies dans les gouvernements Theunis I, Van de Vyvere et Poullet. À ce poste, il s'attache à résoudre le problème du réseau ferroviaire congolais, sous-dimensionné par rapport au développement de la colonie. Il recrute du personnel, importe des locomotives, du matériel roulant et des pièces de rechange. La capacité de transport par tonnes du réseau s'en voit considérablement accrue entre Matadi et Léopoldville. En concomitance avec les sociétés privées, il constitue une société unique de transport unique l'Unatra destinée également à accroître la capacité de transport sur le fleuve Congo. Il fait enfin adopter en 1926 un décret donnant un cadre légal structuré permettant l'engagement de main d'œuvre et de personnel par la Force publique et par l'État au Congo et la protégeant des abus.
De février 1932 à octobre 1932, il est également ministre de l'Intérieur et de la Santé publique dans le gouvernement Renkin.
En mai 1940, Tournai est cruellement bombardé par l'aviation allemande qui détruit une partie du centre ville. À l'initiative de Carton de Tournai est créé le 1er août 1940 le Comité national pour le relèvement de Tournai.
Il est président de l'Exposition coloniale internationale de Paris en 1931 et de l'Institut royal colonial. Il a été président de la Ligue des familles nombreuses de Belgique.
À la suite de son décès le 18 janvier 1969 à Bruxelles, ses funérailles sont célébrées à l'église Notre-Dame du Sacré-Cœur d'Etterbeek et il est inhumé au cimetière de Tournai.

## Hommages et distinctions
En 1955, le roi Baudouin Ier de Belgique le crée baron par concession de noblesse héréditaire transmissible par ordre de primogéniture. Il sera également nommé ministre d'État.
Les distinctions suivantes lui ont été décernées :
- Grand officier de l'ordre de Léopold en 1932 (Belgique) ;
- Grand-croix de l'ordre de Léopold II en 1946 (Belgique) ;
- Grand officier de l'ordre de l'Étoile Africaine en 1954 (Congo belge) ;
- Grand-croix de l'ordre de Saint-Grégoire-le-Grand en 1936 (Vatican) ;
- Grand officier de la Légion d'honneur en 1932 (France) ;
- Grand-croix de l'ordre du Mérite du Portugal (1932) ;
- Grand-croix colonial de l'Étoile en 1933 (Italie) ;
- Grand-croix de l'ordre de la Couronne de Roumanie (1924) ;
- Grand-croix de l'ordre des Trois Étoiles en 1934 (Lettonie) ;
- Grand croix de l'Étoile en 1925 (Éthiopie) ;
- Grand croix de l'ordre Impérial du Dragon d'Annam (1932).

## Sources
1. ↑  « M. Carton de Tournai », Le Soir,‎ 20 décembre 1932, p. 1 (lire en ligne )
2. 1 2 3  V. Devaux, « Carton de Tournai Henri Joseph Georges », sur Académie royale des sciences d'outre-mer, 18 avril 1972 (consulté le 5 février 2024)
3. ↑  « Décès du baron Henri Carton de Tournai », Le Soir,‎ 19 janvier 1969, p. 2 (lire en ligne)

- « Bio sur ODIS »(Archive.org • Wikiwix • Archive.is • Google • Que faire ?)
- Note sur ARSOM
- Notices d'autorité :   - VIAF
  - LCCN
  - WorldCat
- Ressource relative à plusieurs domaines :   - ODIS
- Notice dans un dictionnaire ou une encyclopédie généraliste :   - Biographie nationale de Belgique